# Ecuación del aire alveolar
La ecuación del aire alveolar es el método de cálculo de la presión parcial del gas alveolar (PAO2). Se usa para dilucidar si la transferencia de oxígeno de los pulmones a la sangre es la apropiada. En medicina clínica se usa poco esta ecuación, probablemente a causa de la apariencia complicada de sus expresiones clásicas.

## Interpretación
Para interpretar clínicamente PaO2 se han de conocer la PaCO2, la FIO2 (fracción de oxígeno inspirado) y la PB (presión barométrica) del paciente (todas las componentes de la ecuación de PAO2).

## Ecuaciones
Existen varias ecuaciones posibles para calcular el aire alveolar.
{\displaystyle {\begin{aligned}P_{A}{\ce {O2}}&=F_{I}{\ce {O2}}\left(PB-P{\ce {H2O}}\right)-P_{A}C{\ce {O2}}\left(F_{I}{\ce {O2}}+{\frac {1-F_{I}{\ce {O2}}}{R}}\right)\\&=P_{I}{\ce {O2}}-P_{A}C{\ce {O2}}\left(F_{I}{\ce {O2}}+{\frac {1-F_{I}{\ce {O2}}}{R}}\right)\\&=P_{I}{\ce {O2}}-{\frac {V_{T}}{V_{T}-V_{D}}}\left(P_{I}{\ce {O2}}-P_{E}{\ce {O2}}\right)\\&={\frac {P_{E}{\ce {O2}}-P_{I}{\ce {O2}}\left({\frac {V_{D}}{V_{T}}}\right)}{1-{\frac {V_{D}}{V_{T}}}}}\end{aligned}}}

### Ecuación abreviada del aire alveolar
{\displaystyle P_{A}{\ce {O2}}={\frac {P_{E}{\ce {O2}}-P_{i}{\ce {O2}}{\frac {V_{D}}{V_{T}}}}{1-{\frac {V_{D}}{V_{T}}}}}}
PAO2, PEO2, y PiO2 son las presiones parciales del oxígeno en gas alveolar, expirado e inspirado, respectivamente, y VD/VT es la razón del espacio muerto fisiológico sobre el volumen tidal.

### Cociente respiratorio (R)
{\displaystyle R={\frac {P_{E}{\ce {CO2}}(1-F_{I}{\ce {O2}})}{P_{i}{\ce {O2}}-P_{E}{\ce {O2}}-(P_{E}{\ce {CO2}}*F_{i}{\ce {O2}})}}}

### Espacio muerto fisiológico sobre volumen corriente (tidal) (VD/VT)
{\displaystyle {\frac {V_{D}}{V_{T}}}={\frac {P_{a}{\ce {CO2}}-P_{E}{\ce {CO2}}}{P_{a}{\ce {CO2}}}}}
VT=(en inglés Volume Tidal) en español volumen corriente.